# Meta-alunogeno
Il meta-alunogeno è un minerale.